# Alba Teruel
Alba Teruel Ribes (Benigànim, 17 augustus 1996) is een Spaans wielrenster en voormalig veldrijdster die sinds 2023 rijdt voor de Spaanse ploeg Laboral Kutxa-Fundación Euskadi.

## Carrière
Van 2015 tot 2017 reed Teruel voor de Spaanse wielerploeg Lointek. Ze won voor die ploeg in 2017 de eerste etappe en het eindklassement van de Ronde van Valencia, die dat jaar als nationale wedstrijd verreden werd. Vanaf 2018 reed ze vier jaar voor Movistar Team. In 2022 stapte ze over naar de Baskische ploeg Bizkaia-Durango, waar ze uiteindelijk één seizoen bij zou rijden voordat ze in 2023 zou overstappen naar de eveneens Baskische ploeg Laboral Kutxa-Fundación Euskadi.

## Palmares

### Wegwielrennen
| Jaar | Ronde van Italië | Ronde van Frankrijk | Ronde van Spanje |
| ---- | ---------------- | ------------------- | ---------------- |
| 2025 |                  | opgave              |                  |

### Veldrijden

#### Resultatentabel elite
| Seizoen   |    | WK | EK    | SK   |    | Klassementen | Klassementen | Klassementen | Klassementen |       | UCI- ranking |   | Podia | Podia | Podia | Aantal crossen |
| Seizoen   | WB | WK | EK    | SK   | SP | Trofee       | Copa         | Goud         | Zilver       | Brons | UCI- ranking |   |       |       |       | Aantal crossen |
| --------- | -- | -- | ----- | ---- | -- | ------------ | ------------ | ------------ | ------------ | ----- | ------------ | - | ----- | ----- | ----- | -------------- |
| 2014-2015 |    | –  | –     | 7e   |    | –            | –            | –            |              |       | -            |   | –     | –     | –     | 1              |
| 2015-2016 | –  | –  | 6e    | –    | –  | 57e          | -            | –            | –            | 1     | 5            |   |       |       |       |                |
| 2016-2017 | –  | –  | 4e    | 117e | –  | –            | 16e          | -            | –            | 1     | –            | 6 |       |       |       |                |
|           |    |    |       |      |    |              |              |              |              |       |              |   |       |       |       |                |
| 2021-2022 |    | –  | –     | 6e   |    | –            | –            | –            | –            |       | -            |   | –     | –     | –     | 1              |
| 2022-2023 | –  | –  | Brons | –    | –  | –            | 12e          | -            | –            | –     | 2            | 4 |       |       |       |                |
| 2023-2024 | –  | –  | 5e    | –    | –  | –            | 9e           | -            | 1            | –     | 2            | 3 |       |       |       |                |
| Totaal    |    | –  | –     | –    |    | –            | –            | –            | –            |       | –            |   | 1     | 1     | 5     | 20             |

#### Podiumplaatsen elite
| Legenda                       |
| ----------------------------- |
| Wereldkampioenschappen        |
| Continentale kampioenschappen |
| Nationale kampioenschappen    |
| Wereldbeker                   |
| Superprestige                 |
| Trofee                        |
| Overige veldritten            |

| Nr.           | Seizoen       | Datum         | Veldrit                                                | Cat.          | Wedstrijdserie |               |
| Overwinningen | Overwinningen | Overwinningen | Overwinningen                                          | Overwinningen | Overwinningen  | Overwinningen |
| ------------- | ------------- | ------------- | ------------------------------------------------------ | ------------- | -------------- | ------------- |
| 1.            | 2023-2024     | 16-12-2023    | Ciclo-Cross Ciudad De Xàtiva, Xàtiva                   | C2            | Copa de España | [ 1 ]         |
| 2e plaatsen   |               |               |                                                        |               |                |               |
| 1.            | 2016-2017     | 10-12-2016    | Basqueland Zkrosa Elorrio, Elorrio                     | C2            | Copa de España |               |
| 3e plaatsen   |               |               |                                                        |               |                |               |
| 1.            | 2015-2016     | 13-12-2015    | Cyclo-Cross Internacional Ciudad De Valencia, Valencia | C2            |                |               |
| 2.            | 2022-2023     | 18-12-2022    | Valencia                                               | C2            | Copa de España |               |
| 3.            | 2022-2023     | 15-01-2023    | Spaanse kampioenschappen veldrijden, Vic               | CN            |                |               |
| 4.            | 2023-2024     | 09-12-2023    | Ciclocross Internacional Ciudad De Tarazona, Tarazona  | C2            |                |               |
| 5.            | 2023-2024     | 17-12-2023    | Valencia                                               | C2            | Copa de España | [ 2 ]         |

Biannic · García · González · Jasińska · Llamas · Merino · Neylan · Oyarbide · Rodríguez · Teruel
Biannic · Fournier · García · González · Gutiérrez · Jasińska · Llamas · Merino · Oyarbide · Rodríguez · Teruel
Aalerud · Biannic · Erić · González · Guarischi · Gutiérrez · Merino · Oyarbide · Rodríguez · Teruel
Aalerud · Biannic · Erić · González · Guarischi · Gutiérrez · Martín · Norsgaard · Oyarbide · Rodríguez · Teruel · Thomas · Van Vleuten